# Lúcio Aurélio Orestes (cônsul em 103 a.C.)
Lúcio Aurélio Orestes (m. 103 a.C.; em latim: Lucius Aurelius Orestes) foi um político da gente Aurélia da República Romana eleito cônsul em 103 a.C. com Caio Mário. Era filho de Lúcio Aurélio Orestes, cônsul em 126 a.C.. Orestes morreu durante o mandato, em plena Guerra Címbrica, o que obrigou Mário, que estava em marcha para o norte para enfrentar as tribos germânicas, a voltar apressadamente para Roma para organizar as eleições para o ano seguinte.